# Hypocala florens
Hypocala florens är en fjärilsart som beskrevs av Paul Mabille 1879. Hypocala florens ingår i släktet Hypocala och familjen nattflyn. Inga underarter finns listade i Catalogue of Life.